# Новіков Сергій Петрович (графік)
Новіков Сергій Петрович (5 серпня 1958 - †20 лютого 1995) - український графік, живописець, скульптор, поет-бард.

## Біографія
Народився в Горлівці 5 серпня 1958. Член Спілки художників СРСР та України.
У 1984 році він закінчив Донецьке художнє училище.
З 1989 року Сергій Новіков - член художньої групи «Схід» в Горлівці.
В 1992 році разом з Петром Антипом, Костянтином Чудовським і Вадимом Лейфером він стає одним із засновників горлівської галереї «Схід-Арт», яка мала своє представництво в Парижі. Творчий метод групи мистецтвознавці назвали фігуративним символізмом.
Він не раз ставав учасником республіканських і міжнародних виставок, які проходили в Парижі, Барселоні, Москві, Львові, Києві, Донецьку і Горлівці.
Його твори знаходяться в художніх музеях України та в приватних галереях Франції, США, Німеччини і Швеції. На одній з паризьких виставок у 1992 році з величезним успіхом були розкуплені всі його живописні роботи (більше 20 полотен).
Удосконалена їм авторська техніка стала прикладом для наслідування і предметом натхнення багатьох його колег по цеху.
Про Сергія Новікова знято документальний фільм.

## Родина
Має двох синів скульпторів.